# Codename: Panzers – Faza pierwsza
Codename: Panzers – Faza pierwsza (ang. Codename: Panzers – Phase One) – komputerowa strategiczna gra czasu rzeczywistego osadzona w realiach II wojny światowej, wyprodukowana przez studio Stormregion i wydana w 2004 roku na świecie przez firmę cdv Software Entertainment, a w Polsce przez Cenegę.
Przed każda misją w trybie jednoosobowym gracz ma możliwość zapoznania się z meldunkiem, z którego dowie się o aktualnej sytuacji na froncie oraz postawionych przed nim zadaniach. Przed większością misji gracz może także wybrać jednostki, którymi będzie wykonywał kolejne zadanie. Jednostki można kupować oraz modyfikować za punkty prestiżu, które nabywa się w zamian za wykonywanie celów głównych, pobocznych i ukrytych.
Gra oferuje także tryb wieloosobowy, na który składają się takie typu rozgrywki, jak deathmatch, domination i assault.

## Fabuła
Rozgrywka została podzielona na trzy kampanie traktujące o zmaganiach bojowych trzech armii biorących udział w II wojnie światowej: Wehrmachtu, Armii Czerwonej oraz aliantów zachodnich, na których w grze składają się: wojska amerykańskie, brytyjskie, a także sporadycznie francuski ruch oporu.

### Niemcy
Głównym bohaterem kampanii niemieckiej jest podporucznik Panzerwaffe Hans von Gröbel; dwukrotnie pojawia się także postać drugoplanowa, jego wierny żołnierz, sierżant Karl Hammer. Kampania rozpoczyna się 1 września 1939 roku wraz z napaścią hitlerowskich Niemiec na II Rzeczpospolitą. W pierwszym zadaniu oddział von Gröbela zajmuje polskie lotnisko polowe położone blisko granicy, w drugiej zdobywa wioskę ze strategicznie położoną stacją kolejową, a w trzeciej bierze do niewoli ważnego, polskiego oficera w czasie bitwy o Warszawę. Po wykonaniu zadań bojowych w Polsce zostaje oddelegowany na zachód, by wziąć udział w kampanii francuskiej wiosną 1940 roku. Tam spotyka gen. Erwina Rommla i odpiera francusko-brytyjski kontratak w bitwie pod Arras. Chwilowo przeniesiony do oddziałów szybowcowych Fallschirmjäger, von Gröbel ląduje razem na Krecie w czasie operacji Merkury, gdzie spotyka swojego brata, Kurta, spadochroniarza. W późniejszych misjach aż do końca kampanii niemieckiej von Gröbel walczy na froncie wschodnim, z wyjątkiem jednego krótkiego zadania, toczącego się w okupowanej Jugosławii, gdzie gracz ma za zadanie zwalczać komunistycznych partyzantów jugosłowiańskich. Przekracza granicę niemiecko-sowiecką 22 czerwca 1941 roku w ramach operacji Barbarossa, bierze udział w boju z nowym sowieckim czołgiem T-34, ratuje od zniszczenia niemiecki pociąg pancerny wiozący amunicję na front w czasie jednej z sowieckich kontrofensyw wiosną 1942 roku, atakuje Sewastopol, a w ostatniej misji walczy i odnosi ranę w bitwie o Stalingrad, gdzie w nagrodę za waleczność otrzymuje paczkę kubańskich cygar od generała Friedricha Paulusa. Jego dalsze losy znane są z kampanii alianckiej, gdzie jest on przeciwnikiem gracza.

### Sowieci
Jedynym wyraźnie zarysowanym bohaterem tej kampanii jest lejtnant Aleksandr Władimirow, obdarzony przez swoich żołnierzy pseudonimem „skowronek”. Swój szlak bojowy Władimirow zaczyna pod sowiecką stolicą w grudniu 1941 roku, tocząc walki obronne oraz kontratakując w czasie bitwy pod Moskwą. Później bierze udział w obronie instalacji roponośnych miasta Majkop podczas bitwy o Kaukaz w lecie 1942 roku oraz zatrzymuje Niemców w Stalingradzie. W 1943 roku jego oddziały toczą ciężkie walki z niemieckimi siłami pancernymi pod Kurskiem. Po zakończeniu walk na terytorium ZSRR Władimirow zostaje wysłany na Węgry, gdzie uczestniczy w bitwie o Budapeszt w styczniu 1945 roku i poznaje węgierską komunistkę pracującą dla sowieckiego wywiadu, a także w odparciu niemieckiej operacji Konrad III. Ostatnie misje tej kampanii rozgrywają się w Niemczech, gdzie oddziały Władimirowa niszczą niemiecką fabrykę tajnej broni i szturmują Berlin. Główny bohater kampanii sowieckiej kończy swój szlak bojowy pod Reichstagiem, gdzie ponownie spotyka poznaną w Budapeszcie kobietę, która po wyparciu Niemców z węgierskiej stolicy zaciągnęła się do Armii Czerwonej jako sanitariuszka, po czym wyznaje jej miłość.

### Alianci
Trzecia kampania ma dwóch głównych bohaterów i jednego pobocznego. Postaciami pierwszoplanowymi są: amerykański pułkownik Jeffrey Samuel Wilson oraz brytyjski major James Barnes. Od czasu wspólnych walk w kampanii afrykańskiej (którą ukazano dopiero w drugiej części serii) są przyjaciółmi, choć często dochodzi pomiędzy nimi do drobnych kłótni, spowodowanych niezgodnością charakterów tych dwóch mężczyzn. Obaj lądują w Normandii 6 czerwca 1944 roku: Barnes desantuje się wraz z piechotą szybowcową z 6 Dywizji Powietrznodesantowej, aby zająć most Pegaza w ramach operacji Deadstick, podczas gdy Wilson skacze ze spadochronem z 82 Dywizją Powietrznodesantową, by wyzwolić francuskie miasteczko Sainte-Mère-Église i wspomóc lądujące na plaży Utah oddziały amerykańskie. Bohaterowie spotykają się kilka dni po inwazji i 13 czerwca 1944 roku uczestniczą w starciu luźno wzorowanym bitwą o Villers-Bocage. Kolumna brytyjskich czołgów dowodzona przez Barnesa zostaje zaskoczona przez niemieckie Tygrysy i zniszczona, Wilson jednak pokonuje oddział wroga, bierze do niewoli głównego protagonistę kampanii niemieckiej, Hansa von Gröbela, i ratuje kryjące się w lasach niedobitki z brytyjskiej kolumny, w tym Barnesa; Gröbelowi jednak dość szybko udaje się uciec. W kolejnej misji oddział Wilsona niszczy niemieckie stanowiska artyleryjskie gdzieś w Normandii, a po tym, gdy zostaje zaskoczony przez niemiecki kontratak, na odsiecz przychodzi mu Barnes z odbudowanym, brytyjskim oddziałem pancernym. Następnie wspólnie uczestniczą w akcji zniszczenia niemieckiej fabryki rakiet V2 w bliżej nieokreślonym miejscu na terytorium okupowanej Francji, gdzie po raz pierwszy spotykają się z żołnierką francuskiej armii podziemnej imieniem Michelle, która zostaje złapana przez Niemców, ale wkrótce potem uwolniona przez oddziały Barnesa i Wilsona. Od tego momentu pomiędzy mężczyznami toczy się rywalizacja o względy Michelle, która jednak nie uzyskuje w grze wyraźnego zakończenia. W kolejnej misji bohaterowie uczestniczą w operacji Market Garden we wrześniu 1944 roku, która ma tutaj przebieg ahistoryczny, bowiem wojskom alianckim udaje się przyjść z odsieczą spadochroniarzom broniącym się na moście w Arnhem i wygrać bitwę. Jest to ostatnia misja w grze z udziałem Barnesa. W grudniu 1944 roku Wilson bierze udział w bitwie o Ardeny, gdzie skutecznie odpiera niemieckie ataki na amerykańską bazę i ponownie bierze do niewoli Hansa von Gröbela. Główny bohater amerykański walczy także w Alzacji, w której to odbija nienazwane przygraniczne miasto w czasie operacji Nordwind w styczniu 1945 roku. Ostatnia misja kampanii alianckiej rozgrywa się w Niemczech, gdzie Wilson zdobywa Orle Gniazdo w Berchtesgaden, górską rezydencję Adolfa Hitlera.

## Rozgrywka
Gracz wciela się w dowódcę polowego z czasów II wojny światowej, który kieruje niewielkimi siłami, obserwując pole walki z lotu ptaka. Na jednostki oddane pod kontrolę gracza składają się oddziały piechoty uzbrojone w różne rodzaje broni osobistej i zespołowej (karabiny, pistolety maszynowe, karabiny maszynowe, karabiny snajperskie, miotacze płomieni, granatniki przeciwpancerne, czy moździerze), wojska pancerne, artyleria oraz jednostki wsparcia. W większości misji dysponuje także ograniczonym wsparciem powietrznym. W każdej misji gracz ma do wykonania kilka przewidzianych przez twórców zadań głównych, z których część jest dostępna od razu, a inne pojawiają się w trakcie misji, wraz z rozwojem sytuacji na polu bitwy. Gracz otrzymuje do wykonania takie rozkazy, jak: zajęcie pozycji wroga, obrona własnych pozycji, zniszczenie sprzętu wroga, czy osłanianie sojuszniczych jednostek. Dostępne są również cele poboczne, których wykonanie nie jest koniecznie do ukończenia misji, a także cele ukryte, o których gracz jest informowany dopiero po ich wykonaniu.

## Odbiór
Gra Codename: Panzers – Faza pierwsza zdobyła szacunek graczy i recenzentów, uzyskując średnią z ocen 81/100 w serwisie Metacritic. Polski serwis o grach komputerowych Gry-Online przyznał jej ocenę 7.8/10.

## Kontrowersje
O Codename: Panzers – Faza pierwsza stało się głośno w Polsce za sprawą mediów (przede wszystkim tygodnika „Wprost” i „Głosu Szczecińskiego”), które oskarżały twórców gry o antypolonizm. Utrzymywano, że Polacy zostali w niej przedstawieni jako alkoholicy, w grze kieruje się żołnierzami Waffen-SS mordującymi ludność cywilną, a także że zafałszowano historię sugerując, iż wojnę rozpoczęła Polska. W rzeczywistości w grze pojawia tylko jeden pijany Polak, na którego żołnierze niemieccy natykają się w piwnicy jednego z domów. W grze nie występują oddziały SS, a gracz kieruje wojskami Wehrmachtu. W żadnym miejscu fabuły nie pojawiają się też cywile. Największe kontrowersje jednak wzbudził istotnie występujący w grze sfałszowany rozkaz wydany wojskom niemieckim po tzw. prowokacji gliwickiej. Oburzony ówczesny prezydent Warszawy, Lech Kaczyński, wezwał do bojkotu gry, a Ministerstwo Spraw Zagranicznych wysłało do twórców gry list z prośbą o wyjaśnienie sprawy (cdv nie odpowiedziało na pismo).
Jako pierwszy próbował obalić kontrowersje portal Gazeta.pl, który jako jedyne medium zdobył egzemplarz gry i sprawdził jej zawartość. 
Aby uniknąć dalszych oskarżeń o antypolonizm, dystrybuująca grę w kraju Cenega Poland ocenzurowała kontrowersyjne treści poprzez usunięcie feralnego zapisu oraz dołączyła broszurę informującą o powodach wybuchu II wojny światowej.